# Татарская, Рахиль Ильинична
Рахиль Ильинична Татарская — советский биохимик, лауреат Государственной премии СССР (1969).

## Биография
Родилась 01.01.1904.
Окончила ЛГУ (1929).
Трудовая деятельность:
- 1929—1933 научный сотрудник Государственного института прикладной химии
- 1933—1939 научный сотрудник ВНИИ растениеводства (Ленинград)
- 1941—1959 научный сотрудник Института биохимии им. Баха АН СССР (Москва)
- с 1959 г. в Институте молекулярной биологии АН СССР, с 1962 г. руководитель группы в лаборатории функциональной энзимологии, старший научный сотрудник.

Во время войны в 1942—1943 гг. работала на заводе.
Кандидат химических наук (1936). Доктор биологических наук (1971) — защитила докторскую диссертацию в виде доклада на тему «Нуклеазы актиномицетов как специфические реагенты для изучения структуры и функции нуклеиновых кислот».
Лауреат Государственной премии СССР (1969, в составе коллектива) — за исследования по раскрытию первичной структуры валиновой тРНК.
Сочинения:
- Нуклеазы. Биологическая роль / Р. И. Татарская // Мол. биол. 1976, № 2 — Т. 10. С. 235—259.
- Нуклеазы. Биологическая роль / Р. И. Татарская // Мол. биол. 1976,6. — Т. 10.- С. 477—479.
- Нуклеазы микроорганизмов [Текст] / Беляева, М. И. Иванова, Г. С. Татарская, Р. И. Женодарова, С. М. Юсупова, Д. В. Сайманова, Р. А. Баскакова, А. А. Безбородова, С. И. Лещинская, И. Б.[Отв. ред. д-р биол. наук А. М. Безбородов] ; АН СССР. Ин-т биохимии и физиологии микроорганизмов. — Москва : Наука, 1974. — 328 с. : граф.; 22 см.